# Николаев, Лев Петрович
Лев Петро́вич Никола́ев (28 января 1898, Таганрог — 10 декабря 1954, Харьков) — советский антрополог и анатом, доктор медицинских наук (1935), профессор (1935).
Окончил естественное отделение Парижского университета (1916) и медицинский факультет Харьковского университета (1920). В 1924—1936 годах был заведующим кафедрой анатомии Харьковского университета, а с 1929 был заведующим отделом биомеханики Украинского НИИ ортопедии и травматологии в Харькове. Специалист в области биомеханики и протезирования. В 1923—1927 годах вместе с учениками проводил массовые антропологические исследования населения Левобережной Украины. Разработал научную стандартизацию одежды и обуви. Изобрел несколько антропометрических приборов.

## Биография
Лев Петрович Николаев родился 28 января 1898 года в дворянской семье таганрогского художника и известного философа-теолога Петра Петровича Николаева, автора книги «Понятие о Боге как Совершенной Основе жизни» (Женева, 1907).
Философ Пётр Николаев, отец Льва, сотрудничал с Львом Толстым, переписывался с ним, активно поддерживал идеи и взгляды толстовства, философски и теологически обосновал их, потом (уже в 20-е годы XX века) помогал членам толстовских сельскохозяйственных коммун. Одну из его книг Л. Н. Толстой читал незадолго до своей смерти, о чём оставил запись в дневнике.
Преследуемый царским правительством за свои философские и социально-политические убеждения, Пётр Николаев в 1904 году был вынужден оставить родину и эмигрировать с женой и шестилетним сыном во Францию. Детство Льва прошло в Ницце.
Пётр Николаев работал художником на керамической фабрике в департаменте Приморские Альпы, писал и издавал философские сочинения; его жена служила домработницей.
В Ницце Лев Николаев с отличием окончил лицей, был удостоен звания бакалавра, а в 1915 году в семнадцатилетнем возрасте окончил естественное отделение Парижского университета, а затем ещё два курса медицинского факультета того же университета.

## Возвращение на Родину
Февральская революция и долгожданное падение монархии в России устранили препятствия к возвращению семьи Николаевых на родину. В августе 1917 года Лев Петрович Николаев отправился на Украину и поселился в Харькове, где жил его дядя П. Л. Успенский, родственник писателя Глеба Успенского. В Харькове Лев Петрович поступил на третий курс медицинского факультета Харьковского университета, который в те годы был переименован в Высшую Школу Украины. Окончил обучение в нём в 1920-м и в том же году начал трудовую деятельность ассистентом кафедры анатомии биологического факультета Харьковского университета и одновременно, под руководством выдающегося деятеля науки Украины профессора М. И. Ситенко, — ординатором Харьковского медико-механического института (позднее — Украинского института ортопедии и травматологии им. М. И. Ситенко).

## Деятельность в довоенный период
В 1924 году учёный совет Харьковского университета избрал Льва Николаева на должность профессора кафедры анатомии, где он и проработал до 1936 года. Владея в совершенстве французским и немецким языками, Лев Петрович широко публиковал свои работы не только на Украине, но и за рубежом, прежде всего — в горячо любимой Франции. Одно из прозвищ, которыми наделили его приятели, было «француз». В день падения Парижа в 1940 году Лев Николаев сказал: «История Европы закончилась».
В 1926 году он был избран почетным членом Парижского общества морфологов, а в 1927-м — действительным членом Парижского общества антропологов. Во время поездок во Францию Лев Николаев работал в антропологических лабораториях Парижа.
В 1923—1929 годах Лев Николаев руководил антропологическим кабинетом Украинского психоневрологического института. Благодаря трудам профессора Николаева получила развитие промышленная биомеханика Украины.
В 1934 году профессор М. И. Ситенко предложил Льву Николаеву создать при Всеукраинском институте ортопедии и травматологии первый в стране отдел изучения биомеханики как составной части физиологии опорно-двигательного аппарата, «философии ортопедического мышления» (определение М. И. Ситенко).
В открытом отделе работали ещё Г. С. Козырев, а также ученица, сотрудница и жена Льва Николаева, профессор Ольга Викторовна Николаева-Недригайлова, дочь известного бактериолога, профессора Виктора Ивановича Недригайлова, одного из основателей Пастеровского прививочного института и бактериологической станции в Харькове (ныне — Институт микробиологии, вакцин и сывороток имени. И. Мечникова, ул. Пушкинской), прозаика, драматурга, одного из учеников Мечникова и ученика Пастера.
В 30-50-е годы в Институте ортопедии и травматологии им. М. И. Ситенко Львом Николаевым и Ольгой Николаевой-Недригайловой были разработаны учение о конкордантности и дискордантности параличей мышц и варианты трисуглобовой резекции стопы с передним упором (операция Николаева-Новаченко) и с задним упором (операция А. В. Недригайлова), которые затем в течение многих лет, в результате массового распространения параличей после перенесённого полиомиелита, практиковались в хирургии.
В 1935 году решением квалификационной комиссии Наркомздрава Украины Льву Николаеву была присуждена ученая степень доктора медицинских наук и он был утвержден в звании профессора кафедры антропологии.

## Во время войны
В начале Великой Отечественной войны из-за тяжёлой болезни — астмы — Лев Николаев не смог эвакуироваться. Вместе с женой и двумя детьми он остался в оккупированном немцами Харькове.
В период с октября 1941 по август 1943 года вёл дневник, впоследствии опубликованный под названием «Под немецким сапогом».

## Деятельность в послевоенные годы
После изгнания фашистов был восстановлен реабилитационный центр — институт ЦИЕТИН — Николаев с октября 1943 года возобновил свою работу на посту заведующего отделом биомеханики и ученого секретаря этого института.
В послевоенные годы Львом Петровичем был издан уникальный научный труд: «Руководство по биомеханике в применении к ортопедии, травматологии и протезирования». После войны он много болел.

## Смерть
Умер 10 декабря 1954 года после тяжелой операции. Последние часы своей жизни, перед роковой операцией, он продолжал отдавать науке, оставив каждому своему ученику научный завет. Отдел физиологии и патофизиологии движений в Институте ортопедии и травматологии им. М. И. Ситенко после смерти Льва Николаева возглавила его жена.

## Вклад в развитие науки
Лев Николаев опубликовал более ста научных трудов. Круг вопросов, которым были посвящены эти работы, обширное: нормальная и прикладная анатомия, промышленная антропология, вопросы стандартизации обувь, создание манекенов и лекал для швейной промышленности, исследование развития взрослых и детей разных национальностей, биомеханика опорно-двигательного аппарата, археология, бальзамирования трупов у древних египтян и даже описательные признаки героев Ф. М. Достоевского.
Труды профессора Николаева в значительной степени способствовали общему признанию советской науки далеко за пределами СССР.